# لولاد (اصعادلا)
لولاد هي إحدى مشيخات المملكة المغربية، تتبع جغرافيا لإقليم آسفي وإداريًا لاصعادلا. يقدر عدد سكانها بـ 5472 نسمة حسب الإحصاء الرسمي للسكان والسكنى لسنة 2004.